# Brian van Loo
Brian van Loo (Almelo, 2 aprile 1975) è un ex calciatore olandese, di ruolo portiere.